# تشارلز سميث (سياسي)
تشارلز سميث (بالإنجليزية: Charles Smith)‏ هو ضابط شرطة وسياسي بريطاني وأسترالي، ولد في 4 أكتوبر 1970 في هيتشن في المملكة المتحدة. حزبياً، نشط في أمة واحدة بقيادة بولين هانسون. وقد انتخب Member of the Western Australian Legislative Council ‏ عن دائرة East Metropolitan Region ‏ (22 مايو 2017 – ).